# Ludność Rzeszowa
Ludność Rzeszowa

- 1790 – 3327[1]
- 1816 – 4604[1]
- 1880 – 11 166[1]
- 1890 – 11 953[1]
- 1900 – 15 010[1]
- 1910 – 23 688[1]
- 1921 – 24 942   (spis powszechny)
- 1931 – 26 902   (spis powszechny)
- 1937 – 34 116   (dane biura ewidencji ludności przedwojennego Urzędu Miasta Rzeszowa)
- 1938 – 38 279   (dane biura ewidencji ludności przedwojennego Urzędu Miasta Rzeszowa)
- 1939 – 41 000   (szacunki wykonane przez polskich pracowników UMR na zlecenie władz GG)
- 1946 – 29 407   (spis powszechny)
- 1950 – 28 133   (spis powszechny)
- 1955 – 52 142
- 1960 – 62 526   (spis powszechny)
- 1961 – 64 400
- 1962 – 65 700
- 1963 – 67 200
- 1964 – 68 500
- 1965 – 69 270
- 1966 – 70 600
- 1967 – 76 700
- 1968 – 77 900
- 1969 – 79 400
- 1970 – 83 105   (spis powszechny)
- 1971 – 83 887
- 1972 – 86 200
- 1973 – 89 600
- 1974 – 91 945
- 1975 – 95 772
- 1976 – 100 300
- 1977 – 109 600
- 1978 – 112 500   (spis powszechny)
- 1979 – 116 900
- 1980 – 121 321
- 1981 – 125 779
- 1982 – 130 266
- 1983 – 134 374
- 1984 – 137 959
- 1985 – 141 943
- 1986 – 144 927
- 1987 – 147 356
- 1988 – 148 691   (spis powszechny)
- 1989 – 150 754
- 1990 – 153 041
- 1991 – 154 757
- 1992 – 156 739
- 1993 – 158 510
- 1994 – 159 943
- 1995 – 160 271
- 1996 – 160 837
- 1997 – 161 267
- 1998 – 162 049
- 1999 – 160 601
- 2000 – 160 779
- 2001 – 160 431
- 2002 – 159 791   (spis powszechny)
- 2003 – 159 088
- 2004 – 159 020
- 2005 – 158 539
- 2006 – 163 508
- 2007 – 166 454
- 2008 – 170 653
- 2009 – 172 770
- 2010 – 179 199
- 2011 – 180 031[2]   (spis powszechny)
- 2012 – 182 028
- 2013 – 183 108
- 2014 – 185 123
- 2015 – 185 896
- 2016 – 187 422
- 2017 – 189 662
- 2018 – 194 298
- 2019 – 196 208
- 2020 – 194 374
- 2021 – 196 374
- 2022 – 197 181

## Powierzchnia Rzeszowa
- 1939 – 7,68 km²
- 1951 – 39,06 km²
- 1970 – 40,03 km²
- 1977 – 53,70 km² (przyłączono część Przybyszówki, Wilkowyję oraz Zalesie)
- 2006 – 68,05 km² (przyłączono Słocinę oraz Załęże)
- 2007 – 77,31 km² (przyłączono wschodnią część Przybyszówki)
- 2008 – 91,54 km² (przyłączono pozostałą część Przybyszówki oraz Zwięczycę)
- 2009 – 97,56 km² (przyłączono Białą)
- 2010 – 116,36 km² (przyłączono Budziwój oraz południową część Miłocina)
- 2017 – 120,4 km² (przyłączono Bziankę)
- 2019 – 126,57 km² (przyłączono pozostałą część Miłocina i Matysówkę)